# Sistem nervos autonom
Sistemul nervos autonom se mai numește și sistemul nervos vegetativ sau sistemul nervos visceral. Împreună cu sistemul nervos somatic formează sistemul nervos periferic la animalele vertebrate. Acest sistem nu este controlat conștient(„intenționat”).
Activitatea sistemului nervos vegetativ este in mare masura involuntară și are caracter continuu, producându-se atât în timp de veghe cât și in timpul somnului.

## Funcțiile
Sistemul nervos vegetativ controlează funcțiile necesare vieții, ca de exemplu:
- ritmul cardiac
- presiunea arterială
- digestia
- organele sexuale(de exemplu erecția)
- mușchii interiori ai ochilor
- respirația ritmică

## Structura
- Centri nervoși
- Nervi aferenți interni
- Ganglioni nervoși vegetativi
- Fibre nervoase vegetative preganglionare și postganglionare

## Componente
Sistemul nervos vegetativ se împarte în:
- sistemul nervos simpatic ; este  responsabil de reacții în situații periculoase, și guverneaza reacția fight or flight (luptă sau fugă)
- sistemul nervos parasimpatic ; este într-un fel opusul sistemului nervos simpatic, în sensul că el este activ în situațiile de odihnă, când conservarea energiei este predominantă